# Dolná Streda
Dolná Streda (bis 1927 slowakisch „Dolná Streda nad Váhom“ oder „Považská Streda“; ungarisch Alsószerdahely – bis 1907 Vágszerdahely) ist ein Ort und eine Gemeinde im Westen der Slowakei, mit 1778 Einwohnern (Stand 31. Dezember 2024) und liegt im Okres Galanta, einer Verwaltungseinheit innerhalb des Trnavský kraj.

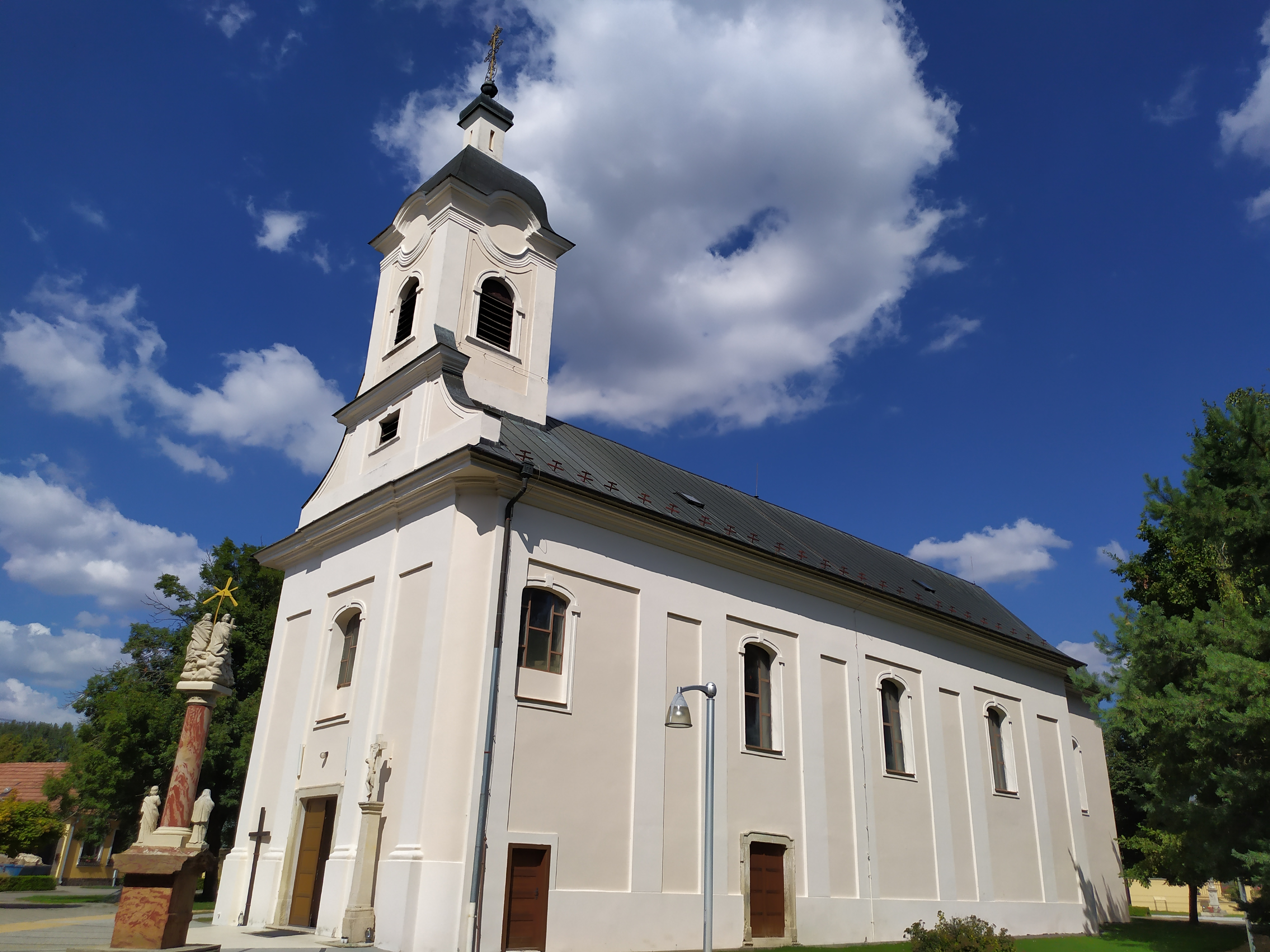
Jakobskirche

## Geographie
Dolná Streda liegt im slowakischen Donautiefland, genauer im Donauhügelland am rechten Ufer der Waag, nahe der Stadt Sereď (3 km).

## Geschichte
Auf dem heutigen Gemeinde gibt es zahlreiche archäologische Funde: neben der älteren aus der Stein-, Bronze- oder Eisenzeit gibt es auch altungarische und slawische Grabstätten aus den 10. und 11. Jahrhunderten. Der Ort selbst wurde zum ersten Mal 1283 als Zerdahel schriftlich erwähnt. 1312 wurde er von einem Heer des Oligarchen Matthäus Csák niedergebrannt. Dolná Streda gehörte lange Zeit zum Gut des Erzbistums Gran. Im 16. Jahrhundert wird es als ein Marktflecken mit Recht zur Abhaltung eines Wochenmarktes erwähnt. Neben der Landwirtschaft waren daher auch einige Handwerke sowie Flößerei und Fischerei gut entwickelt.
Von 1971 bis 1990 war Dolná Streda ein Stadtteil von Sereď. 1965 wurde westlich des Ortes eine große Nickelhütte (seit 1992 wieder geschlossen) errichtet. Sie bot zwar für die Gegend viele Arbeitsplätze, hinterließ aber einen problematischen umweltbiologischen Nachlass, welcher heute noch eine Giftmülldeponie zur Folge hat.

## Bevölkerung
| Jahr:                | 1994. | 2004.   | 2014.   | 2024.    |
| -------------------- | ----- | ------- | ------- | -------- |
| Anzahl der Personen: | 1255  | 1374    | 1482    | 1778     |
| Unterschied:         |       | +9,48 % | +7,86 % | +19,97 % |

| Jahr:                | 2023. | 2024.   |
| -------------------- | ----- | ------- |
| Anzahl der Personen: | 1790  | 1778    |
| Unterschied:         |       | -0,67 % |

## Sehenswürdigkeiten
- römisch-katholische St. Jakobs-Kirche aus dem Jahr 1781, gebaut auf den Grundmauern einer älteren mittelalterlichen Kirche

## Persönlichkeiten
- Vojtech Mihálik, slowakischer Dichter